# Tarbert (Harris)
Tarbert is de grootste plaats op het eiland Harris, een deel van de Buiten-Hebriden. Het dorp heeft een veerhaven, waarvandaan de veerboot naar Uig op Skye vertrekt. Visserij is naast veeteelt (schapen) de belangrijkste bron van inkomsten. Het inwonersaantal daalt langzaam, maar gestaag, omdat de vooruitzichten op werk zo beperkt zijn en er weinig nieuwe werkgelegenheid wordt ontwikkeld. Veel jongeren vertrekken.
In Tarbert is een kerkje van de Free Presbyterian Church of Scotland.

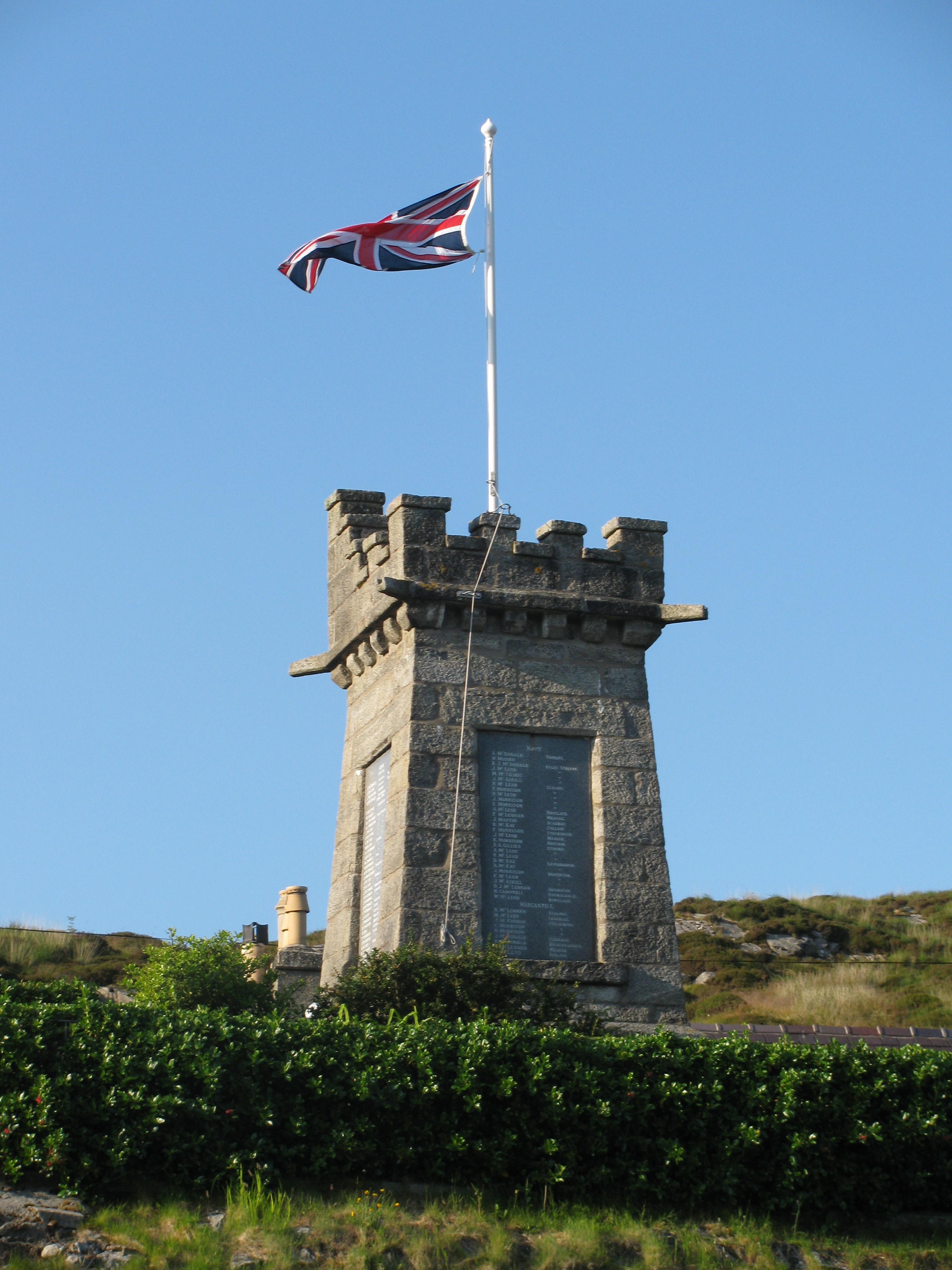
Oorlogsmonument van Tarbert

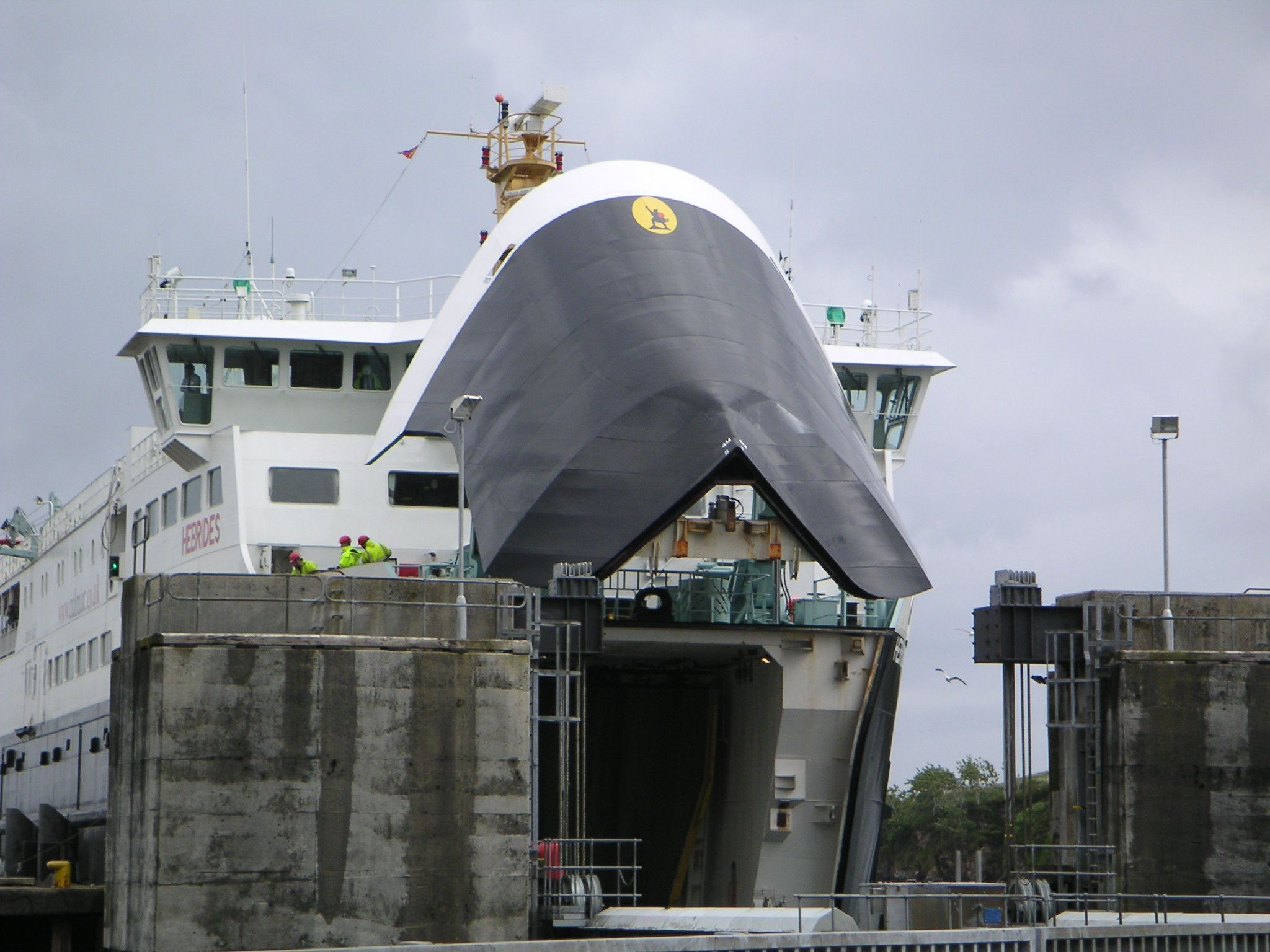
De veerboot naar Skye